# شعب آل نهيد (القطن)

تعديل مصدري - تعديل

شعب ال نهيد هي إحدى قرى عزلة القطن بمديرية القطن التابعة لمحافظة حضرموت، بلغ تعداد سكانها 91 نسمة حسب تعداد اليمن لعام 2004.